# ميك مكلارين
ميك مكلارين (بالإنجليزية: Mick McLaren)‏ هو لاعب كرة قدم أسترالية وشخصية أعمال أسترالي، ولد في 3 أبريل 1936 في ملبورن في أستراليا، وتوفي في 18 فبراير 2014.

## وصلات خارجية
- ميك مكلارين على موقع AustralianFootball.com (الإنجليزية)
- ميك مكلارين على موقع AFLtables.com (الإنجليزية)